# Luigi Buglioni
Luigi Buglioni (San Romano, 12 febbraio 1938) è un allenatore di calcio ed ex calciatore italiano, di ruolo attaccante.

## Caratteristiche tecniche
Giocava come centravanti.

## Carriera

### Giocatore
A 18 anni esordisce in Serie A con il Bari. Gioca poi tre campionati in Serie B con Reggiana e Cesena, totalizzando 23 presenze e 5 gol. Completano la sua carriera anche sette stagioni in Serie C con 146 presenze e 55 reti.

### Allenatore
Nella parte finale della stagione 1992-1993 ha allenato il Cecina nel campionato di Serie C2.

## Palmarès

### Giocatore

#### Competizioni nazionali
- Serie C: 1

Cesena: 1967-1968